# Dasypoda albipila
Dasypoda albipila är en biart som beskrevs av Maximilian Spinola 1838. Dasypoda albipila ingår i släktet byxbin, och familjen sommarbin. Inga underarter finns listade i Catalogue of Life.